# Phelloderma radiatum
Phelloderma radiatum är en svampdjursart som beskrevs av Ridley och Arthur Dendy 1886. Phelloderma radiatum ingår i släktet Phelloderma och familjen Phellodermidae.
Artens utbredningsområde är havet utanför Argentina. Inga underarter finns listade i Catalogue of Life.